# Christoph Chassée
Christoph Chassée ist ein deutscher Kameramann.

## Leben
Chassée begann nach dem Abitur ein Musikstudium und jobbte während der Semesterferien als Fahrer in der Kameraabteilung des WDR. Ein Kameramann, mit dem er häufiger unterwegs war, übertrug ihm und einem Praktikanten Aufgaben, die eigentlich der Kameraassistent ausführen sollte und so gelangte er eher zufällig zum Film. Er gab sein Musikstudium auf und besuchte die Schule für Rundfunktechnik in Nürnberg.
Seinen Einstieg als Kameramann hatte er bei Spielfilmproduktionen in den 1990er Jahren. Mit dem Film Allein gegen die Angst im Jahr 2006 begann eine intensive Zusammenarbeit mit dem Regisseur Martin Eigler. Bis heute sind aus dieser Zusammenarbeit über 11 Fernsehfilme hervorgegangen und die preisgekrönte Miniserie Morgen hör ich auf. Christoph Chassée ist Mitglied im BVK, Berufsverband Kinematografie.

## Filmografie (Auszug)
- 1998: Badesalz TV
- 2000: Duell am Abgrund – Die Bergwacht im Einsatz
- 2000: Zwei fremde Augen
- 2001: SOKO Kitzbühel (Fernsehserie, 3 Folgen)
- 2003: Der kleine Mönch (Fernsehserie, 1 Folge)
- 2003–2005: SOKO Köln (Fernsehserie, 11 Folgen)
- 2003–2006: Die Rosenheim-Cops (Fernsehserie 13 Folgen)
- 2004–2007: 18 – Allein unter Mädchen (Fernsehserie, 6 Folgen)
- 2006: Allein gegen die Angst
- 2007: Deadline – Jede Sekunde zählt (Fernsehserie, 1 Folge)
- 2007: Der falsche Tod
- 2007: Solo für Schwarz – Tödliche Blicke
- 2007: Tango zu dritt
- 2008: Die 25. Stunde
- 2008: Doctor’s Diary – Männer sind die beste Medizin (Fernsehserie, 3 Folgen)
- 2009: Der Dicke (Fernsehserie, 2 Folgen)
- 2009: Leave Without Running
- 2009–2013: Kommissar Stolberg (Fernsehserie, 3 Folgen)
- 2009–2022: Stralsund (Fernsehserie)
  - 2009:  Mörderische Verfolgung
  - 2010:  Außer Kontrolle
  - 2012:  Blutige Fährte
  - 2013:  Freier Fall
  - 2013:  Tödliches Versprechen
  - 2017:  Kein Weg zurück
  - 2019:  Doppelkopf
  - 2022:  Die rote Linie
- 2010: Aghet – Ein Völkermord
- 2010: Ein starkes Team: Im Zwielicht
- 2011: Ein mörderisches Geschäft
- 2011: Flemming (Fernsehserie, 3 Folgen)
- 2012: Der Hafenpastor
- 2012: Allein unter Ärzten
- 2013: Manuscripts Don’t Burn (Dastneveshteha Nemisoozand)
- 2014: Die letzten Millionen
- 2014–2015: Reiff für die Insel:
  - 2014: Katharina und die Dänen
  - 2015: Katharina und der Schäfer
- 2015: Süßer September
- 2016: Morgen hör ich auf (Miniserie)
- 2017: Anne und der König von Dresden
- 2017: Familie ist kein Wunschkonzert
- 2017: Leg dich nicht mit Klara an
- 2018: Pastewka
- 2018–2019: Der Lissabon-Krimi (Fernsehserie, Fernsehserie, 3 Folgen)
- 2020: Das Traumschiff: Marokko
- 2020: Praxis mit Meerblick – Familienbande
- 2021–2022: Wolfsland:
  - 2021: Die traurigen Schwestern
  - 2022: 20 Stunden
- 2020: Sprachlos in Irland
- 2022: Der Masuren-Krimi
  - Blutgeld
  - Die verlorene Tochter
- 2023: Zwei Erben sind einer zu viel
- 2023: Neuer Wind im Alten Land: Beke wirbelt auf
- 2023: Neuer Wind im Alten Land: Gestrandet
- 2024: Ein Sommer in Italien
- 2024: Die Verteidigerin - Der Fall Belling

## Auszeichnungen
- 2013: FIPRESCI-Preis in der Reihe Un Certain Regard der 66. Filmfestspiele von Cannes für Manuscripts Don’t Burn
- 2017: Goldene Kamera, beste deutsche Miniserie für Morgen hör ich auf